# DN25
DN25 este un drum național din România aflat în județul Galați și care leagă Galațiul de Tecuci. El pornește din Tecuci și se termină în DN2B în localitatea Șendreni, aproape de Galați.

## Ramificații secundare
La Hanu Conachi (comuna Fundeni), se ramifică DN25A, care duce peste Siret la Nănești, județul Vrancea, unde face legătura cu DN23.